# 范艳华
范艳华（？—），河北秦皇岛人，中国大陆女演员，一级演员，曾任河北省话剧院副院长。她凭借电视剧《她从画中走出来》获1984年中国电视剧飞天奖优秀女演员。